# A világ összes pénze
A világ összes pénze (eredeti cím: All the Money in the World) 2017-ben bemutatott amerikai-brit bűnügyi filmthriller, melyet David Scarpa forgatókönyvéből Ridley Scott rendezett. A főbb szerepekben Michelle Williams, Christopher Plummer, Romain Duris és Mark Wahlberg látható.
Az Egyesült Királyságban 2018. január 5-én, az Amerikai Egyesült Államokban 2017. december 25-én, Magyarországon pedig 2018. január 25-én mutatták be a mozikban.

## Szereplők
| Szereplő                     | Színész             | Magyar hang      |
| ---------------------------- | ------------------- | ---------------- |
| Gail Harris                  | Michelle Williams   | Ruttkay Laura    |
| J. Paul Getty                | Christopher Plummer | Ujréti László    |
| Fletcher Chase               | Mark Wahlberg       | Miller Zoltán    |
| Cinquanta                    | Romain Duris        | Király Attila    |
| Oswald Hinge                 | Timothy Hutton      | Berzsenyi Zoltán |
| John Paul Getty III          | Charlie Plummer     | Timon Barna      |
| John Paul Getty III 7 évesen | Charlie Shotwell    | Kadosa Patrik    |
| John Paul Getty II           | Andrew Buchan       | Papp Dániel      |
| Giovanni Iacovoni            | Giuseppe Bonifati   | Szűcs Péter Pál  |
| Mark Getty                   | Kit Cranston        | Vida Bálint      |
| Aileen Getty                 | Maya Kelly          | Azurák Zsófia    |
| Bullimore                    | Clive Wood          | Bácskai János    |
| Corvo                        | Andrea Piedimonte   | Turi Bálint      |
| Sgrò                         | Giampiero Judica    | Olt Tamás        |
| Otto Lam                     | Rainer Sellien      | Maday Gábor      |
| További magyar hang          |                     |                  |
| Kaszás Mihály                |                     |                  |

## Fordítás
- Ez a szócikk részben vagy egészben  az   All the Money in the World című angol Wikipédia-szócikk fordításán alapul.  Az eredeti cikk szerkesztőit annak laptörténete sorolja fel. Ez a jelzés csupán a megfogalmazás eredetét és a szerzői jogokat jelzi, nem szolgál a cikkben szereplő információk forrásmegjelöléseként.